# روبرتو سولدیچ
روبرتو سولدیچ (انگلیسی: Roberto Soldić؛ زادهٔ ۲۵ ژانویهٔ ۱۹۹۵) ورزشکار هنرهای رزمی ترکیبی و بوکسور اهل کرواسی است. وی از سال ۲۰۱۴ میلادی تاکنون مشغول فعالیت بوده‌است.